# Paradiso (album d'Hayley Westenra)
Albums de Hayley Westenra,
Winter Magic
(2009)
Paradiso est le onzième album d'Hayley Westenra, son sixième album international.
Cet album est une collaboration avec le compositeur italien de musiques de films Ennio Morricone.
L’album contient quelques-uns des thèmes les plus connus du compositeur italien ainsi que des morceaux inédits qu’il a composés spécialement pour Hayley.
Les thèmes ont été ré-arrangés par Ennio Morricone et, pour certains d’entre eux, des textes ont été ajoutés, écrits par Hayley elle-même, Don Black, Sir Tim Rice ou encore Marilyn et Alan Bergman.
C’est la première fois qu’Ennio Morricone autorise que des paroles soient ajoutées à ses thèmes.
L'album a été enregistré au cours de l'année 2010 à Rome dans le studio d'Ennio Morricone. Il a été produit par le compositeur qui a dirigé son propre orchestre, le Sinfonietta di Roma, pour l'occasion.
Hayley chante en italien, en anglais, en portugais et en français.

## Liste des titres
1. Gabriel’s Oboe (Whispers In A Dream)
2. Cinema Paradiso: Profumo di limone
3. La Califfa
4. Once Upon A Time In The West
5. Metti una sera a cena
6. Cinema Paradiso: I Wonder Would He Even Know Me Now?
7. Per Natale (L’esprit de Noël)
8. I Knew I Loved You (Deborah’s Theme)
9. Lezione di musica
10. Da quel sorriso che non ride più
11. The Edge Of Love
12. Amália por amor
13. Here's To You
14. Malena